# Alemanha Ocidental nos Jogos Olímpicos de Verão de 1972
A Alemanha Ocidental competiu nos Jogos Olímpicos de Verão de 1972, realizados em Munique, Alemanha Ocidental.